# Поляков, Игорь Николаевич
И́горь Никола́евич Поляко́в (1 августа 1912, Москва, Российская империя — 16 мая 2008, Москва, Россия) — советский гребец, серебряный призёр Олимпийских игр. Заслуженный мастер спорта СССР (1946), Заслуженный тренер СССР.
Был женат на Елене Лукатиной — заслуженном мастере спорта по академической гребле.

## Биография
В 1928 году окончил Радиотехнический техникум. В том же году стал заниматься академической греблей в ДСО «Пищевик».
Участник Великой Отечественной войны, кавалер боевых орденов.
На Олимпиаде в Хельсинки Игорь в составе восьмёрки выиграл серебряную медаль.
Шестикратный чемпион СССР.
Похоронен на 132-м участке Востряковского кладбища в Москве.